# 遠軽警察署
遠軽警察署（えんがるけいさつしょ）は、北海道警察北見方面本部が管轄する警察署の一つである。

## 沿革
- 1883年（明治16年） - 根室警察署網走分署紋別巡査派出所として発足。
- 1887年（明治20年） - 網走分署の警察署昇格に伴い、紋別分署に昇格。
- 1907年（明治40年） - 遠軽巡査駐在所を設置。
- 1926年（大正15年） - 遠軽警察署に昇格。
- 1942年（昭和17年） - 管内の湧別村ポント浜に漂着した機雷につき、処理のため移動中に爆発させ224名が死傷する湧別機雷事故が発生。
- 1947年（昭和22年） - 警察法施行に伴い、国家地方警察遠軽地区警察署と自治体警察遠軽町警察署が設置される。
- 1954年（昭和29年） - 警察法の改正により北海道警察に統合され北見方面遠軽警察署と改称される。

## 組織
- 警務課（警務係、犯罪被害者支援係、相談係、管理係）
- 会計係
- 刑事・生活安全課（生活安全係、刑事係）
- 地域課（地域係）
- 交通課（交通係）
- 警備係

## 交番・駐在所
括弧内は所在地を表す。

### 遠軽町
- 駅前交番（紋別郡遠軽町大通北1-2-35）
- 生田原駐在所（紋別郡遠軽町生田原416）
- 白滝駐在所（紋別郡遠軽町白滝1056-3）
- 丸瀬布駐在所（紋別郡遠軽町丸瀬布東259-2）
- 安国駐在所（紋別郡遠軽町生田原安国92-12）

### 佐呂間町
- 佐呂間駐在所（常呂郡佐呂間町字宮前166-1）
- 浜佐呂間駐在所（常呂郡佐呂間町字浜佐呂間61）
- 若佐駐在所（常呂郡佐呂間町字若佐19-5）

### 湧別町
- 湧別駐在所（紋別郡湧別町曙76）
- 上湧別駐在所（紋別郡湧別町上湧別屯田市街地224-1）
- 中湧別駐在所（紋別郡湧別町中湧別南539）
- 芭露駐在所（紋別郡湧別町芭露282）

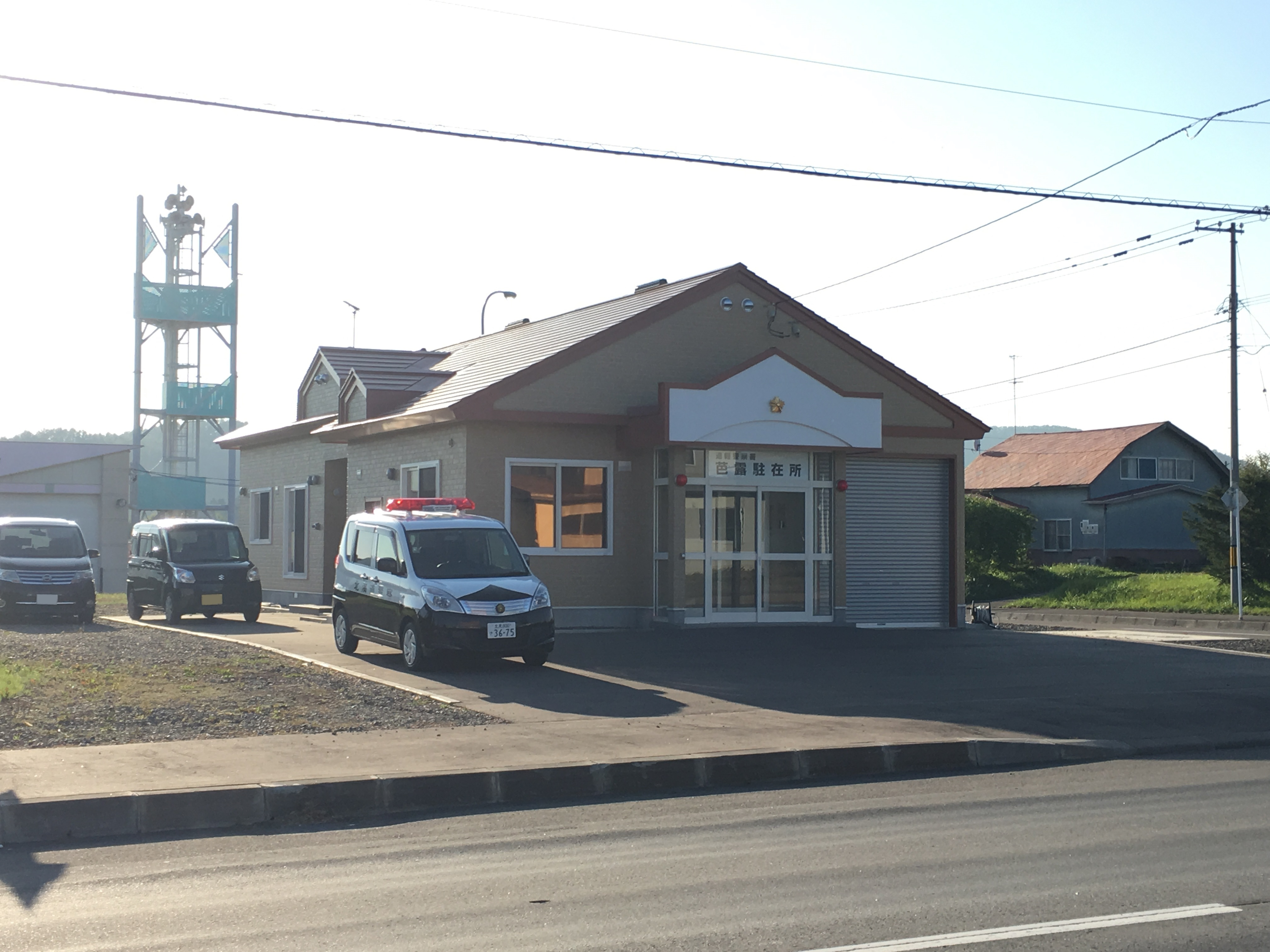
芭露駐在所 （紋別郡湧別町）

## アクセス
- 北海道旅客鉄道（JR北海道）石北本線遠軽駅から徒歩15分